# Самійло Корецький
Самійло Корецький (пол. Samuel Korecki herbu Pogonia, 1586 — 27 червня 1622) — руський (український) князь з роду Корецьких, один із найвідомших політичних діячів Речі Посполитої, авантюристів і полководців першої чверті XVII ст.

## Життєпис
Внук Богдана-Юхима (Боґуша-Евфимія) Корецького, котрий у 1540-х рр. разом із Бернардом Претвичем, Дмитром Вишневецьким обороняв південні кордони Великого Князівства Литовського від набігів татар. Син князя Юхима Корецького і його дружини Ганни Ходкевич. Мав брата Івана (Яна)-Кароля та сестер Ганну-Марцибелу, Лавінію, Ізабелу, Олену та Софію.
1604 р. — запис, що свідчить про навчання в університеті м. Лейден (Нідерланди); записаний разом з братом Каролем. 1605–1607 рр. — вступ на службу до коронного війська Речі Посполитої, участь у придушенні шляхетського антикоролівського повстання Миколая Зебжидовського.
1608–1611 рр. — участь у війні Речі Посполитої проти Московського царства, зокрема в битві під Клушином (4 липня 1610 р.), що закінчилася тріумфом для Речі Посполитої. У грудні 1611 р. на чолі півтисячного загону здійснив війдчайдушний прорив до Московського Кремля, врятувавши від голодної смерті гарнізон Речі Посполитої, обложений московськими військами.
1612 р. — після смерті батька успадковує титул князя. Підтримує походи Стефана Потоцького до Молдавії за здобуття молдавського престолу для представників прихильного до Речі Посполитої боярського роду Могил. Спроба Стефана Потоцького посадити на молдавський трон сина Єремії Могили Костянтина провалюється, закінчившись смертю Костянтина і полоном С. Потоцького. Сейм Речі Посполитої приймає спеціальну постанову, що забороняє магнатам і козакам походи до Молдавії.
1615 р. — одружується з донькою Яреми Могили Катериною (єдина дитина подружжя — Ганна, одружена з Анджеєм Лещинським). «Молдавський» шлюб остаточно пов'язав інтереси цього помітного українського прикордонного магната з колізіями молдавського престолонаступництва. Цього ж року разом із Михайлом Вишневецьким здійснює зухвалий похід на Молдавію, виганяючи звідти турецького ставленика Стефана Томшу і саджаючи на престол молодшого сина Є. Могили — Олександра. Головною ударною силою князя в цьому поході були українські козаки. Розбивши війська Томші, він переслідував супротивника аж до Волощини, розбиваючи татар і виграючи з десяток битв.
1616 р. — помер родич і союзник князя М. Вишневецький. Через брак коштів частина війська кидає свого ватажка, котрий витримує ворожу облогу в Яссах, у березні розбиває армію Томші, а згодом і турецький загін під Бендерами. Під Сасовим Рогом програє битву і разом із Олександром Могилою потрапляє до турецького полону. Ув'язнений у Семивежному замку (Єдикуле) в Стамбулі.
1617 р. — здійснює сенсаційну втечу з турецького полону. За поширеною версією, родина полоненого князя послала до Стамбула свого слугу, котрий зав'язав контакти з християнською громадою турецької столиці і працівниками англійського та французького посольств. Цілий рік той слуга входив у довіру охорони вежі, а потім знайшов нагоду передати в'язневі напилок і мотузку. Якийсь час утікач, переодягнений у купецький одяг, переховувався в християнському кварталі Стамбула Галаті, потім його переправили на один з островів Іонічного моря, звідки він вирушив до Сицилії, витримавши по дорозі ще й битву з піратами (і ставши на якийсь час капітаном судна). Ще під час втечі князь змінив віросповідання, перейшовши чи то в католицизм, чи то в греко-католицизм. У Римі князя Самійла урочисто прийняв папа Павло V, і український магнат-авантюрист вступив до складу «християнської міліції», що вела боротьбу з ворогами Христової віри.
1618 р.: повернувся на батьківщину, де зажив слави надзвичайно популярного героя війни з турками; у листопаді померла його молода дружина Катерина.
1620 р. — командує частиною коронного війська Речі Посполитої, котре під командуванням Станіслава Жолкевського намагається підтримати нового пропольського господаря Молдавії Ґашпара Ґраціані. Після поразки на Цецорському полі 19 вересня обоз Жолкевського був розгромлений під Могилевом-на-Дністрі. Ув'язнений у стамбульській Чорній Вежі.
1622 р.: як це видно з його листа від 30 травня до польського посла в Стамбулі — князя Кшиштофа Збаразького, сподівався на допомогу свого дядька — коронного гетьмана литовського Яна Кароля Ходкевича, та не знав, що його родич помер у вересні 1621 р. Клопотав за українського князя і король Англії Яків І Стюарт. Проте 27 червня С. Корецького стратили. Коли йому зачитали вирок, він вирвав ножа в одного з дев'яти вбивць і завдав їм великої шкоди, перш ніж був задушений рушниками, накинутими ззаду на шию. Був похований в костелі францісканців у м. Корець, його тіло, законсервоване в смолі, привіз Станіслав Конєцпольський.

### Маєтності
У 1616 році посів Устя-Зелене та місцевий замок, також Межигір'я (із замком), Лука, Тумир, Тростянець, Кремидів (із замком), Стриганці, Роснів, Лисець, Горохолина, Довге, Стебник, Тисовичі.

## Пам'ять
Лицарська слава С. Корецького набула розголосу в літературі. Ще 1618 р. з'явилась «Пісня про славного князя Самуеля Корецького». Загалом дослідники нараховують до 30 пісень про князя, найвідоміша з яких — дума «Од неділі першого дня…». 1633 р. Самуель Твардовський та Андрій Скібіцький у своїх поезіях називали С. Корецького оборонцем руських земель, «сарматським Леонідом» і навіть «польським Ахіллесом». Як одного з найвизначніших героїв Хотинської війни згадує С. Корецького поет Іван Гундулич у поемі «Осман».